# Gilabertus de Toulouse

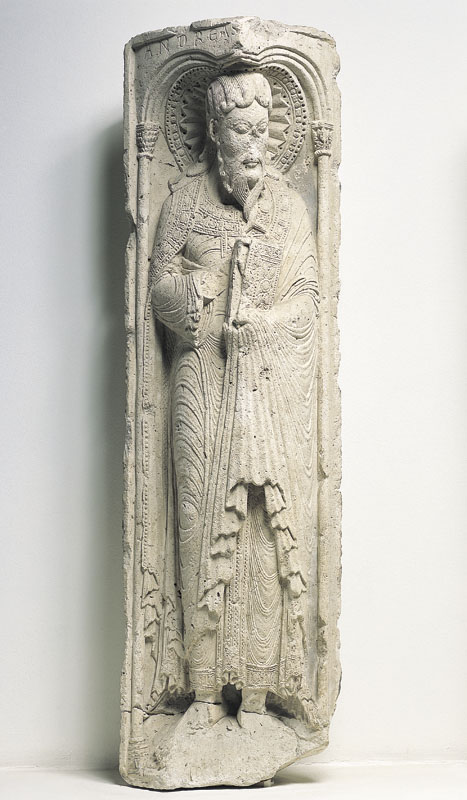
Saint André, Musée des Augustins de Toulouse.

Gilabertus de Toulouse, également appelé Maître Gilabert, est un sculpteur français de la période romane, qui a vécu au XIIe siècle. Il est l'un des plus grands représentants de l'École de Toulouse, faisant partie de l'École du Languedoc. Il est considéré comme un des précurseurs de la sculpture gothique.
La vie de l'artiste est à peine connue. C'était un maître qui dirigeait un atelier dans la cité française dont il a pris le nom, Toulouse, et qui à certaines périodes, a été itinérant, se déplaçant en Catalogne pour réaliser ses sculptures. Comme caractéristique, il a été le premier sculpteur à signer ses œuvres, pratique inédite pour l'époque.
Sa technique particulière l'éloigne des canons traditionnels établis à cette époque. Elle fuit les représentations planes et inexpressives, en conférant à son travail relief, traits et expressions profondément humaines. Elle donne du mouvement à l'ensemble par un traitement minutieux des plis du vêtement, des cheveux, des mains. À côté du Maître de Cabestany, Gislebert d'Autun ou Antelami de Parme, on peut le considérer comme «Un des sculpteurs les plus importants du Moyen Âge» selon l'historien et expert en art Rolf Legler.

## Œuvres situées à Toulouse

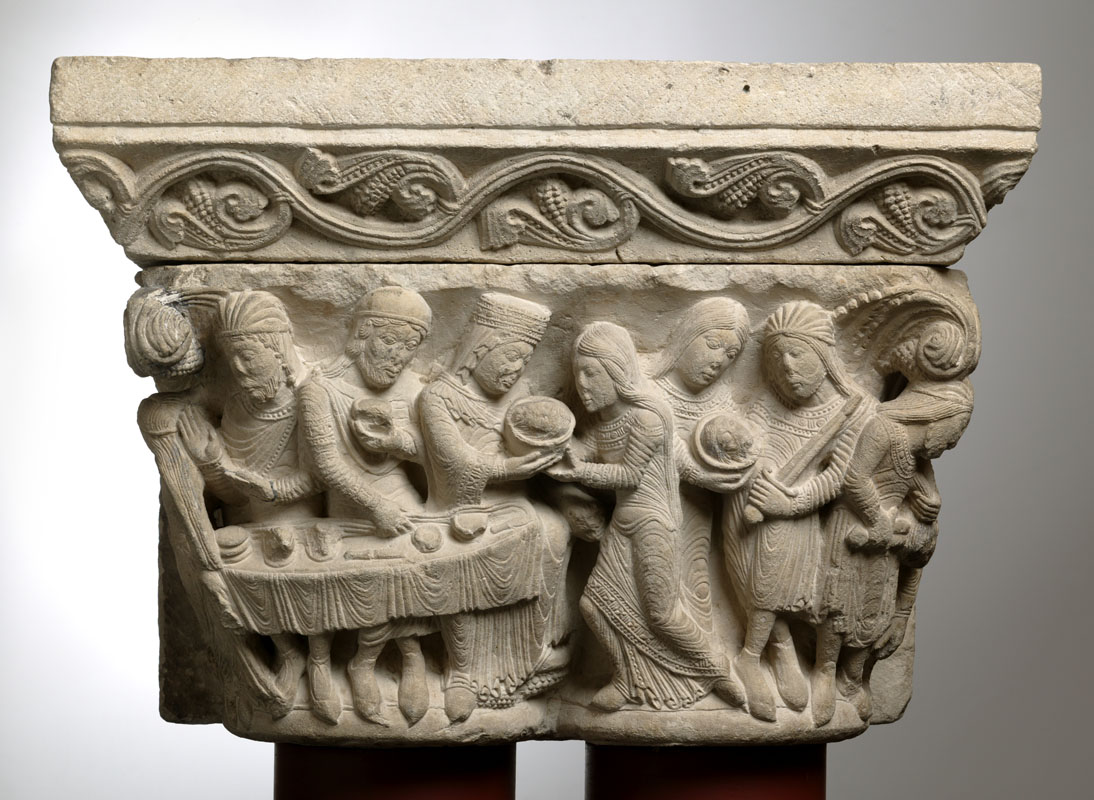
Chapiteau engagé de colonnes jumelles, La Mort de saint Jean-Baptiste - Musée des Augustins de Toulouse

C'est dans cette cité qu'est conservée la majeure partie de ses réalisations, principalement au Musée des Augustins, installé dans le couvent du même nom, où dans les années 1830, on a reconstitué le portail de l'ancienne salle capitulaire de la cathédrale de Toulouse, œuvre de Gilabertus.
Le musée contient une importante collection de chapiteaux et huit bas-reliefs dont deux attribués à Gilabertus qui représentent les apôtres. Parmi ces chapiteaux, trois sont de la main de Gilabertus, dont on peut détacher plus particulièrement celui de La mort de Jean-Baptiste élaboré en 1120. On y trouve aussi le bas-relief de Saint André et de Saint Thomas, qui porte inscrite la signature du maître, en latin, aujourd'hui disparue:

## Œuvres situées en Catalogne

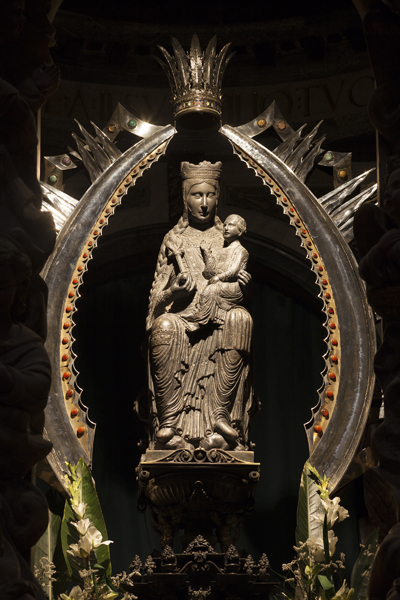
Vierge du Cloître de la Cathédrale Sainte-Marie de Solsona.

La Vierge du Cloître (es) de Solsona ou Madre de Dios del Claustro de la Cathédrale Sainte-Marie de Solsona, sculptée  dans le dernier tiers du XIIe siècle, représente le contrepoint de la sculpture traditionnelle languedocienne liée à la sculpture romane italienne. Elle marque de nouvelles tendances dans la sculpture et ouvre la voie à l'imminente transition vers le gothique.
La statue en pierre calcaire, d'environ 105 cm de haut, représente la Vierge couronnée tenant l'enfant. On peut y remarquer un délicat travail mettant en valeur l'expression du visage, les plis de la robe qui lui donnent un grand dynamisme et une ornementation élaborée.
Il est possible que la statue ait originellement fait partie d’un ensemble architectural plus élaboré ou qu’elle ait été dès l'origine une pièce isolée comme on en connaît depuis des siècles.
Dans le cloître de la dite cathédrale, le maître a laissé d'autres œuvres importantes comme deux colonnes, une avec des figures humaines en relief et l'autre représentant la figure d'un évêque; on trouve également une frise sur laquelle on observe une scène de chasse.

## Sources
- (es) Cet article est partiellement ou en totalité issu de l’article de Wikipédia en espagnol intitulé « Gilabertus de Toulouse » (voir la liste des auteurs).